# 中国历史文化名村
中国历史文化名村，是由中华人民共和国建设部和国家文物局共同评定的，保存文物特别丰富且具有重大历史价值或纪念意义，能较完整地反映一些历史时期的传统风貌和地方民族特色的村。和中国历史文化名镇一起公布。
- 第一批，2003年10月8日公布，共12个[1]；
- 第二批，2005年9月16日公布，共24个[2]；
- 第三批，2007年5月31日公布，共36个[3]；
- 第四批，2008年10月14日公布，共36个[4]；
- 第五批，2010年7月22日公布，共61个[5]；
- 第六批，2014年2月19日公布，共107个[6]；
- 第七批，2019年1月21日公布，共211个[7]。

## 评选条件与标准
评选条件和评定标准依据建设部和国家文物局2003年10月8日发布的《中国历史文化名镇（村）评选办法》，主要内容：
- 历史价值与风貌特色：建筑遗产、文物古迹和传统文化比较集中，能较完整地反映某一历史时期的传统风貌、地方特色和民族风情，具有较高的历史、文化、艺术和科学价值，现存有清代以前建造或在中国革命历史中有重大影响的成片历史传统建筑群、纪念物、遗址等，基本风貌保持完好。
- 原状保存程度：村内历史传统建筑群、建筑物及其建筑细部乃至周边环境基本上原貌保存完好；或因年代久远，原建筑群、建筑物及其周边环境虽曾倒塌破坏，但已按原貌整修恢复；或原建筑群及其周边环境虽部分倒塌破坏，但“骨架”尚存，部分建筑细部亦保存完好，依据保存实物的结构、构造和样式可以整体修复原貌。
- 现状具有一定规模：村的总现存历史传统建筑的建筑面积须在5000平方米以上。
- 已编制了科学合理的村镇总体规划；设置了有效的管理机构，配备了专业人员，有专门的保护资金。

## 列表
省级行政区名字后的数字表示数量。村名后的数字表示入选批次。

### 北京市（5）
- 门头沟区斋堂镇爨底下村（1）
- 门头沟区斋堂镇灵水村（2）
- 门头沟区龙泉镇琉璃渠村（3）
- 顺义区龙湾屯镇焦庄户村（5）
- 房山区南窖乡水峪村（6）

### 天津市（1）
- 蓟县渔阳镇西井峪村（5）

### 河北省（32）
- 怀来县鸡鸣驿乡鸡鸣驿村（2）
- 井陉县于家乡于家村（3）
- 清苑县冉庄镇冉庄村（3）
- 邢台县路罗镇英谈村（3）
- 涉县偏城镇偏城村（4）
- 蔚县涌泉庄乡北方城村（4）
- 井陉县南障城镇大梁江村（5）
- 沙河市柴关乡王硇村（6）
- 蔚县宋家庄镇上苏庄村（6）
- 井陉县天长镇小龙窝村（6）
- 磁县陶泉乡花驼村（6）
- 阳原县浮图讲乡开阳村（6）
- 井陉县南障城镇吕家村（7）
- 蔚县南留庄镇南留庄村（7）
- 蔚县南留庄镇水西堡村（7）
- 蔚县宋家庄镇宋家庄村（7）
- 蔚县宋家庄镇大固城村（7）
- 蔚县涌泉庄乡任家涧村（7）
- 蔚县涌泉庄乡卜北堡村（7）
- 怀来县瑞云观乡镇边城村（7）
- 沙河市册井乡北盆水村（7）
- 沙河市柴关乡西沟村（7）
- 沙河市柴关乡绿水池村（7）
- 邢台县南石门镇崔路村（7）
- 邢台县路罗镇鱼林沟村（7）
- 邢台县将军墓镇内阳村（7）
- 邢台县太子井乡龙化村（7）
- 武安市午汲镇大贺庄村（7）
- 武安市石洞乡什里店村（7）
- 涉县固新镇原曲村（7）
- 磁县陶泉乡南王庄村（7）
- 磁县陶泉乡北岔口村（7）

### 山西省（96）
- 临县碛口镇西湾村（1）
- 阳城县北留镇皇城村（2）
- 介休市龙凤镇张壁村（2）
- 沁水县土沃乡西文兴村（2）
- 平遥县岳壁乡梁村（3）
- 高平市原村乡良户村（3）
- 阳城县北留镇郭峪村（3）
- 阳泉市郊区义井镇小河村（3）
- 汾西县僧念镇师家沟村（4）
- 临县碛口镇李家山村（4）
- 灵石县夏门镇夏门村（4）
- 沁水县嘉峰镇窦庄村（4）
- 阳城县润城镇上庄村（4）
- 太原市晋源区晋源镇店头村（5）
- 阳泉市义井镇大阳泉村（5）
- 泽州县北义城镇西黄石村（5）
- 高平市河西镇苏庄村（5）
- 沁水县郑村镇湘峪村（5）
- 宁武县涔山乡王化沟村（5）
- 太谷县北洸乡北洸村（5）
- 灵石县两渡镇冷泉村（5）
- 万荣县高村乡阎景村（5）
- 新绛县泽掌镇光村（5）
- 襄汾县新城镇丁村（6）
- 沁水县嘉峰镇郭壁村（6）
- 高平市马村镇大周村（6）
- 泽州县晋庙铺镇拦车村（6）
- 泽州县南村镇冶底村（6）
- 平顺县阳高乡奥治村（6）
- 祁县贾令镇谷恋村（6）
- 高平市寺庄镇伯方村（6）
- 阳城县润城镇屯城村（6）
- 大同市新荣区堡子湾乡得胜堡村（7）
- 天镇县马家皂乡安家皂村（7）
- 阳泉市郊区荫营镇辛庄村（7）
- 平定县冠山镇宋家庄村（7）
- 平定县张庄镇桃叶坡村（7）
- 平定县东回镇瓦岭村（7）
- 平定县娘子关镇上董寨村（7）
- 平定县娘子关镇下董寨村（7）
- 平定县巨城镇南庄村（7）
- 平定县巨城镇上盘石村（7）
- 平定县石门口乡乱流村（7）
- 盂县孙家庄镇乌玉村（7）
- 盂县梁家寨乡大汖村（7）
- 长治市上党区荫城镇琚寨村（7）
- 平顺县石城镇东庄村（7）
- 平顺县石城镇岳家寨村（7）
- 平顺县虹梯关乡虹霓村（7）
- 黎城县停河铺乡霞庄村（7）
- 沁源县王和镇古寨村（7）
- 高平市河西镇牛村（7）
- 阳城县凤城镇南安阳村（7）
- 阳城县北留镇尧沟村（7）
- 阳城县润城镇上伏村（7）
- 阳城县固隆乡府底村（7）
- 阳城县固隆乡泽城村（7）
- 阳城县固隆乡固隆村（7）
- 泽州县大东沟镇东沟村（7）
- 泽州县大东沟镇贾泉村（7）
- 泽州县周村镇石淙头村（7）
- 泽州县晋庙铺镇天井关村（7）
- 泽州县巴公镇渠头村（7）
- 泽州县山河镇洞八岭村（7）
- 泽州县李寨乡陟椒村（7）
- 泽州县南岭乡段河村（7）
- 陵川县西河底镇积善村（7）
- 沁水县中村镇上阁村（7）
- 沁水县嘉峰镇尉迟村（7）
- 沁水县嘉峰镇武安村（7）
- 沁水县嘉峰镇嘉峰村（7）
- 山阴县张家庄乡旧广武村（7）
- 晋中市榆次区东赵乡后沟村（7）
- 太谷县范村镇上安村（7）
- 平遥县段村镇段村（7）
- 介休市洪山镇洪山村（7）
- 介休市龙凤镇南庄村（7）
- 介休市绵山镇大靳村（7）
- 灵石县南关镇董家岭村（7）
- 寿阳县宗艾镇下洲村（7）
- 寿阳县西洛镇南东村（7）
- 寿阳县西洛镇南河村（7）
- 寿阳县平舒乡龙门河村（7）
- 稷山县西社镇马跑泉村（7）
- 翼城县隆化镇史伯村（7）
- 翼城县西阎镇曹公村（7）
- 翼城县西阎镇古桃园村（7）
- 霍州市退沙街道许村（7）
- 吕梁市离石区枣林乡彩家庄村（7）
- 交口县双池镇西庄村（7）
- 临县三交镇孙家沟村（7）
- 临县安业乡前青塘村（7）
- 柳林县三交镇三交村（7）
- 柳林县陈家湾乡高家垣村（7）
- 柳林县王家沟乡南洼村（7）
- 交城县夏家营镇段村（7）

### 内蒙古自治区（2）
- 土默特右旗美岱召镇美岱召村（2）
- 包头市石拐区五当召镇五当召村（3）

### 辽宁省（1）
- 沈阳市沈北新区石佛寺街道石佛一村（7）

### 吉林省（1）
- 图们市月晴镇白龙村（6）

### 上海市（2）
- 松江区泗泾镇下塘村（6）
- 闵行区浦江镇革新村（6）

### 江苏省（12）
- 苏州市吴中区东山镇陆巷村（3）
- 苏州市吴中区西山镇明月湾村（3）
- 无锡市惠山区玉祁镇礼社村（5）
- 苏州市吴中区东山镇杨湾村（6）
- 苏州市吴中区金庭镇东村（6）
- 常州市武进区郑陆镇焦溪村（6）
- 苏州市吴中区东山镇三山村（6）
- 南京市高淳区漆桥镇漆桥村（6）
- 南通市通州区二甲镇余西村（6）
- 南京市江宁区湖熟街道杨柳村（6）
- 常州市武进区前黄镇杨桥村（7）
- 溧阳市昆仑街道沙涨村（7）

### 浙江省（44）
- 武义县俞源乡俞源村（1）
- 武义县武阳镇郭洞村（1）
- 桐庐县江南镇深澳村（3）
- 永康市前仓镇后吴村（3）
- 龙游县石佛乡三门源村（4）
- 建德市大慈岩镇新叶村（5）
- 永嘉县岩坦镇屿北村（5）
- 金华市金东区傅村镇山头下村（5）
- 仙居县白塔镇高迁村（5）
- 庆元县松源镇大济村（5）
- 乐清市仙溪镇南阁村（5）
- 宁海县茶院乡许家山村（5）
- 金华市婺城区汤溪镇寺平村（5）
- 绍兴县稽东镇冢斜村（5）
- 苍南县桥墩镇碗窑村（6）
- 浦江县白马镇嵩溪村（6）
- 缙云县新建镇河阳村（6）
- 江山市大陈乡大陈村（6）
- 湖州市南浔区和孚镇荻港村（6）
- 磐安县盘峰乡榉溪村（6）
- 淳安县浪川乡芹川村（6）
- 苍南县矾山镇福德湾村（6）
- 龙泉市西街街道下樟村（6）
- 开化县马金镇霞山村（6）
- 遂昌县焦滩乡独山村（6）
- 安吉县鄣吴镇鄣吴村（6）
- 丽水市莲都区雅溪镇西溪村（6）
- 宁海县深甽镇龙宫村（6）
- 建德市大慈岩镇上吴方村（7）
- 建德市大慈岩镇李村（7）
- 桐庐县富春江镇茆坪村（7）
- 宁波市海曙区章水镇李家坑村（7）
- 宁波市鄞州区姜山镇走马塘村（7）
- 慈溪市龙山镇方家河头村（7）
- 余姚市大岚镇柿林村（7）
- 义乌市佛堂镇倍磊村（7）
- 磐安县尖山镇管头村（7）
- 磐安县双溪乡梓誉村（7）
- 江山市凤林镇南坞村（7）
- 江山市石门镇清漾村（7）
- 龙游县溪口镇灵山村（7）
- 龙游县塔石镇泽随村（7）
- 临海市东塍镇岭根村（7）
- 天台县平桥镇张思村（7）

### 安徽省（24）
- 黟县西递镇西递村（1）
- 黟县宏村镇宏村（1）
- 歙县徽城镇渔梁村（2）
- 旌德县白地镇江村（2）
- 黄山市徽州区潜口镇唐模村（3）
- 歙县许村镇棠樾村（3）
- 黟县宏村镇屏山村（3）
- 黄山市徽州区呈坎镇呈坎村（4）
- 泾县桃花潭镇查济村（4）
- 黟县碧阳镇南屏村（4）
- 休宁县商山乡黄村（5）
- 黟县碧阳镇关麓村（5）
- 泾县榔桥镇黄田村（6）
- 绩溪县瀛洲镇龙川村（6）
- 歙县雄村乡雄村（6）
- 天长市铜城镇龙岗村（6）
- 黄山市徽州区呈坎镇灵山村（6）
- 祁门县闪里镇坑口村（6）
- 黟县宏村镇卢村（6）
- 歙县北岸镇瞻淇村（7）
- 歙县昌溪乡昌溪村（7）
- 池州市贵池区棠溪镇石门高村（7）
- 绩溪县上庄镇石家村（7）
- 绩溪县家朋乡磡头村（7）

### 福建省（57）
- 南靖县书洋镇田螺坑村（1）
- 连城县宣和乡培田村（2）
- 武夷山市武夷街道下梅村（2）
- 晋江市金井镇福全村（3）
- 武夷山市兴田镇城村（3）
- 尤溪县洋中镇桂峰村（3）
- 福安市溪潭镇廉村（4）
- 屏南县甘棠乡漈下村（4）
- 清流县赖坊乡赖坊村（4）
- 长汀县三洲乡三洲村（5）
- 龙岩市新罗区适中镇中心村（5）
- 屏南县棠口乡漈头村（5）
- 连城县庙前镇芷溪村（5）
- 长乐市航城街道琴江村（5）
- 泰宁县新桥乡大源村（5）
- 福州市马尾区亭江镇闽安村（5）
- 龙岩市新罗区万安镇竹贯村（6）
- 长汀县南山镇中复村（6）
- 泉州市泉港区后龙镇土坑村（6）
- 龙海市东园镇埭尾村（6）
- 周宁县浦源镇浦源村（6）
- 福鼎市磻溪镇仙蒲村（6）
- 霞浦县溪南镇半月里村（6）
- 三明市三元区岩前镇忠山村（6）
- 将乐县万全乡良地村（6）
- 仙游县石苍乡济川村（6）
- 漳平市双洋镇东洋村（6）
- 平和县霞寨镇钟腾村（6）
- 明溪县夏阳乡御帘村（6）
- 福州市仓山区城门镇林浦村（7）
- 永泰县洑口乡紫山村（7）
- 永泰县洑口乡山寨村（7）
- 大田县桃源镇东坂村（7）
- 宁化县曹坊镇下曹村（7）
- 泉州市泉港区涂岭镇樟脚村（7）
- 永春县五里街镇西安村（7）
- 晋江市龙湖镇福林村（7）
- 南靖县书洋镇石桥村（7）
- 南靖县书洋镇塔下村（7）
- 南靖县书洋镇河坑村（7）
- 邵武市金坑乡金坑村（7）
- 政和县岭腰乡锦屏村（7）
- 龙岩市永定区下洋镇初溪村（7）
- 长汀县古城镇丁黄村（7）
- 长汀县濯田镇水头村（7）
- 长汀县四都镇汤屋村（7）
- 龙岩市永定区抚市镇社前村（7）
- 龙岩市永定区洪山乡上山村（7）
- 连城县莒溪镇壁洲村（7）
- 福安市社口镇坦洋村（7）
- 福安市晓阳镇晓阳村（7）
- 福安市溪柄镇楼下村（7）
- 福鼎市管阳镇西昆村（7）
- 古田县城东街道桃溪村（7）
- 古田县吉巷乡长洋村（7）
- 古田县卓洋乡前洋村（7）
- 寿宁县下党乡下党村（7）

### 江西省（37）
- 乐安县牛田镇流坑村（1）
- 吉安市青原区文陂乡渼陂村（2）
- 婺源县沱川乡理坑村（2）
- 高安市新街镇贾家村（3）
- 吉水县金滩镇燕坊村（3）
- 婺源县江湾镇汪口村（3）
- 安义县石鼻镇罗田村（4）
- 浮梁县江村乡严台村（4）
- 赣县白鹭乡白鹭村（4）
- 吉安市富田镇陂下村（4）
- 婺源县思口镇延村（4）
- 宜丰县天宝乡天宝村（4）
- 吉安市吉州区兴桥镇钓源村（5）
- 金溪县双塘镇竹桥村（5）
- 龙南县关西镇关西村（5）
- 婺源县浙源乡虹关村（5）
- 浮梁县勒功乡沧溪村（5）
- 婺源县思口镇思溪村（6）
- 宁都县田埠乡东龙村（6）
- 吉水县金滩镇桑园村（6）
- 金溪县琉璃乡东源曾家村（6）
- 安福县洲湖镇塘边村（6）
- 峡江县水边镇湖洲村（6）
- 浮梁县蛟潭镇礼芳村（7）
- 浮梁县峙滩镇英溪村（7）
- 贵溪市耳口乡曾家村（7）
- 龙南县里仁镇新园村（7）
- 寻乌县澄江镇周田村（7）
- 安福县金田乡柘溪村（7）
- 泰和县螺溪镇爵誉村（7）
- 金溪县合市镇游垫村（7）
- 金溪县合市镇全坊村（7）
- 金溪县琅琚镇疏口村（7）
- 金溪县陈坊积乡岐山村（7）
- 乐安县湖坪乡湖坪村（7）
- 婺源县江湾镇篁岭村（7）
- 婺源县思口镇西冲村（7）

### 山东省（11）
- 济南市章丘区官庄乡朱家峪村（2）
- 荣成市宁津街道东楮岛村（3）
- 青岛市即墨区田横镇雄崖所村（4）
- 淄博市周村区王村镇李家疃村（5）
- 招远市辛庄镇高家庄子村（6）
- 济南市章丘区相公庄街道梭庄村（7）
- 淄博市淄川区洪山镇蒲家庄村（7）
- 招远市张星镇徐家村（7）
- 昌邑市龙池镇齐西村（7）
- 邹城市石墙镇上九山村（7）
- 巨野县核桃园镇前王庄村（7）

### 河南省（9）
- 平顶山市郏县堂街镇临沣寨（村）（2）
- 郏县李口乡张店村（4）
- 宝丰县李庄乡翟集村（7）
- 郏县薛店镇冢王村（7）
- 郏县薛店镇下宫村（7）
- 郏县茨芭镇山头赵村（7）
- 修武县云台山镇一斗水村（7）
- 修武县西村乡双庙村（7）
- 三门峡市陕州区西张村镇庙上村（7）

### 湖北省（15）
- 武汉市黄陂区木兰乡大余湾村（2）
- 恩施市崔家坝镇滚龙坝村（3）
- 宣恩县沙道沟镇两河口村（4）
- 赤壁市赵李桥镇羊楼洞村（5）
- 宣恩县椒园镇庆阳坝村（5）
- 利川市谋道镇鱼木村（6）
- 麻城市歧亭镇杏花村（6）
- 大冶市金湖街道上冯村（7）
- 阳新县排市镇下容村（7）
- 大冶市大箕铺镇柯大兴村（7）
- 阳新县大王镇金寨村（7）
- 枣阳市新市镇前湾村（7）
- 南漳县巡检镇漫云村（7）
- 红安县华家河镇祝家楼村（7）
- 通山县闯王镇宝石村（7）

### 湖南省（25）
- 岳阳县张谷英镇张谷英村（1）
- 江永县夏层铺镇上甘棠村（3）
- 会同县高椅乡高椅村（3）
- 永州市零陵区富家桥镇干岩头村（3）
- 双牌县理家坪乡坦田村（5）
- 祁阳县潘市镇龙溪村（5）
- 永兴县高亭乡板梁村（5）
- 辰溪县上蒲溪瑶族乡五宝田村（5）
- 永顺县灵溪镇老司城村（6）
- 通道侗族自治县双江镇芋头村（6）
- 通道侗族自治县坪坦乡坪坦村（6）
- 绥宁县黄桑坪苗族乡上堡村（6）
- 绥宁县关峡苗族乡大园村（6）
- 江永县兰溪瑶族乡兰溪村（6）
- 龙山县苗儿滩镇捞车村（6）
- 醴陵市沩山镇沩山村（7）
- 汝城县文明瑶族乡沙洲瑶族村（7）
- 汝城县土桥镇永丰村（7）
- 汝城县马桥镇石泉村（7）
- 新田县枧头镇龙家大院村（7）
- 道县清塘镇楼田村（7）
- 蓝山县祠堂圩镇虎溪村（7）
- 沅陵县荔溪乡明中村（7）
- 中方县中方镇荆坪村（7）
- 永顺县灵溪镇双凤村（7）

### 广东省（25）
- 佛山市三水区乐平镇大旗头村（1）
- 深圳市龙岗区大鹏镇鹏城村（1）
- 东莞市茶山镇南社村（2）
- 开平市塘口镇自力村（2）
- 佛山市顺德区北滘镇碧江村（2）
- 广州市番禺区石楼镇大岭村（3）
- 东莞市石排镇塘尾村（3）
- 中山市南朗镇翠亨村（3）
- 恩平市圣堂镇歇马村（4）
- 连南瑶族自治县三排镇南岗古排村（4）
- 汕头市澄海区隆都镇前美村（4）
- 仁化县石塘镇石塘村（5）
- 梅县水车镇茶山村（5）
- 佛冈县龙山镇上岳古围村（5）
- 佛山市南海区西樵镇松塘村（5）
- 广州市花都区炭步镇塱头村（6）
- 江门市蓬江区棠下镇良溪村（6）
- 台山市斗山镇浮石村（6）
- 遂溪县建新镇苏二村（6）
- 和平县林寨镇林寨村（6）
- 蕉岭县南磜镇石寨村（6）
- 陆丰市大安镇石寨村（6）
- 汕头市澄海区莲下镇程洋冈村（7）
- 云浮市云城区腰古镇水东村（7）
- 郁南县大湾镇五星村（7）
- 湛江市遂溪县杨柑镇龙眼山村（3）

### 广西壮族自治区（29）
- 灵山县佛子镇大芦村（3）
- 玉林市玉州区城北街道高山村（3）
- 富川瑶族自治县朝东镇秀水村（4）
- 南宁市江南区江西镇扬美村（5）
- 阳朔县白沙镇旧县村（6）
- 灵川县青狮潭镇江头村（6）
- 富川瑶族自治县朝东镇福溪村（6）
- 兴安县漠川乡榜上村（6）
- 灌阳县文市镇月岭村（6）
- 南宁市江南区江西镇同江村三江坡（7）
- 宾阳县古辣镇蔡村（7）
- 阳朔县高田镇朗梓村（7）
- 岑溪市筋竹镇云龙村（7）
- 灵山县新圩镇萍塘村（7）
- 玉林市福绵区新桥镇大楼村（7）
- 玉林市玉州区南江街道岭塘村（硃砂垌）（7）
- 陆川县平乐镇长旺村（7）
- 兴业县石南镇庞村（7）
- 兴业县石南镇谭良村（7）
- 兴业县葵阳镇榜山村（7）
- 兴业县龙安镇龙安村（7）
- 贺州市平桂区沙田镇龙井村（7）
- 富川瑶族自治县古城镇秀山村（7）
- 钟山县回龙镇龙道村（7）
- 钟山县公安镇荷塘村（7）
- 钟山县公安镇大田村（7）
- 钟山县清塘镇英家村（7）
- 钟山县燕塘镇玉坡村（7）
- 天峨县三堡乡三堡村（7）

### 海南省（3）
- 三亚市崖城镇保平村（5）
- 文昌市会文镇十八行村（5）
- 定安县龙湖镇高林村（5）

### 重庆市（1）
- 涪陵区青羊镇安镇村（6）

### 四川省（6）
- 丹巴县梭坡乡莫洛村（2）
- 攀枝花市仁和区平地镇迤沙拉村（2）
- 汶川县雁门乡萝卜寨村（4）
- 阆中市天宫乡天宫院村（5）
- 泸县兆雅镇新溪村（6）
- 泸州市纳溪区天仙镇乐道街村（6）

### 贵州省（16）
- 安顺市西秀区七眼桥镇云山屯村（2）
- 锦屏县隆里乡隆里村（3）
- 黎平县肇兴镇肇兴寨村（3）
- 赤水市丙安乡丙安村（4）
- 从江县往洞乡增冲村（4）
- 开阳县禾丰布依族苗族乡马头村（4）
- 石阡县国荣乡楼上村（4）
- 三都县都江镇怎雷村（5）
- 安顺市西秀区大西桥镇鲍屯村（5）
- 雷山县郎德镇上郎德村（5）
- 务川县大坪镇龙潭村（5）
- 江口县太平镇云舍村（6）
- 从江县丙妹镇芭沙村（6）
- 黎平县茅贡镇地扪村（6）
- 榕江县栽麻镇大利村（6）
- 贵阳市花溪区石板镇镇山村（7）

### 云南省（11）
- 会泽县娜姑镇白雾村（2）
- 云龙县诺邓镇诺邓村（3）
- 石屏县宝秀镇郑营村（4）
- 巍山县永建镇东莲花村（4）
- 祥云县云南驿镇云南驿村（5）
- 保山市隆阳区金鸡乡金鸡村（6）
- 弥渡县密祉乡文盛街村（6）
- 永平县博南镇曲硐村（6）
- 永胜县期纳镇清水村（6）
- 沧源县勐角傣族彝族拉祜族乡翁丁村（7）
- 泸西县永宁乡城子村（7）

### 西藏自治区（4）
- 吉隆县吉隆镇帮兴村（6）
- 尼木县吞巴乡吞达村（6）
- 工布江达县错高乡错高村（6）
- 普兰县普兰镇科迦村（7）

### 陕西省（3）
- 韩城市西庄镇党家村（1）
- 米脂县杨家沟镇杨家沟村（2）
- 三原县新兴镇柏社村（6）

### 甘肃省（5）
- 天水市麦积区麦积镇街亭村（6）
- 天水市麦积区新阳镇胡家大庄村（6）
- 兰州市西固区河口镇河口村（7）
- 静宁县界石铺镇继红村（7）
- 正宁县永和镇罗川村（7）

### 青海省（5）
- 同仁县年都乎乡郭麻日村（3）
- 玉树县仲达乡电达村（5）
- 班玛县灯塔乡班前村（6）
- 循化撒拉族自治县清水乡大庄村（6）
- 玉树县安冲乡拉则村（6）

### 宁夏回族自治区（1）
- 中卫市香山乡南长滩村（4）

### 新疆维吾尔自治区（4）
- 鄯善县吐峪沟乡麻扎村（2）
- 哈密市回城乡阿勒屯村（4）
- 哈密市五堡乡博斯坦村（5）
- 特克斯县喀拉达拉乡琼库什台村（5）